# Urup (wieś)
Urup (ros. Уруп) – wieś w Rosji, w Karaczajo-Czerkiesji, w rejonie urupskim. W 2010 liczyła 1530 mieszkańców.